# Escut de Brunyola i Sant Martí Sapresa
L'escut oficial de Brunyola i Sant Martí Sapresa té el següent blasonament: 
Escut caironat: de gules, un castell d'or obert sobremuntat d'una creu floronada i buidada d'argent, i acostat de 2 fogueres d'or. Per timbre una corona mural de poble.

## Història
Fou aprovat el 22 de setembre de 1995 i publicat al DOGC el 16 d'octubre del mateix any amb el número 2115
El castell de Brunyola, representat a l'escut, data del segle x i actualment, restaurat, és la seu de l'Ajuntament. La creu prové de les armes dels Vilademany, senyors del castell. Les dues fogueres a banda i banda del castell són l'atribut de sant Fruitós, patró del poble; el sant fou un bisbe de Tarragona que va morir martiritzat l'any 259 dins una foguera.